# Висше техническо училище в Бърно
Висшето техническо училище в Бърно (на чешки: Vysoké učení technické v Brně, съкратено: VUT v Brně, абревиатура: VUT) е държавно висше училище за обучение по технически, икономически и художествени науки.
Това е най-старият университет в Бърно. Обучава 24 хиляди студенти в бакалавърска, магистърска и докторантска степен в 8 факултета и 2 института.

## История
Заражда се през 1849 г. благодарение на преместването на Ставовската академия от Оломоуц в Бърно (през 1847 г.) и решението на моравския ландтаг за създаване на двуезично чешко-немско Техническо училище в Бърно, началото на висшето техническо образование в Моравия. Това първоначално не е университетско училище, но през 1873 г. е преобразувано във висша школа, наречена Немско висше техническо училище в Бърно (на чешки: Německá vysoká škola technická v Brně). То обаче вече не е двуезично, а има само германски характер.
Във връзка със затварянето на университета в Оломоуц поради участието на академичната общност в революцията и движението за национално възраждане, Моравия остава без институция, която да осигурява подходящо висше образование. Единственото техническо училище (при това немско) не може да осигури покриването на нужди от технически подготвени хора, и студентите се насочват към други места – Прага, Виена или Краков. Започват да се усилват гласовете за създаването на университет, обаче вече не в Оломоуц, който след Войната за австрайското наследство се превръща във военна крепост, но в по-големия и главен град на провинцията – Бърно. Моравските германци не желаят обаче създаването на втори чешки университет и така се стига до дълги и неуспешни спорове (това се случва едва след разпадането на Австро-Унгария през 1919 с основаването на Масариковия университет). Правителството във Виена се опитва да реши спора с компромис – няма да се бъде основан чешки университет, но ще се създаде основата на чешки учебни дейности. На 19 септември 1899 г., с императорски указ, е основан Императорското чешко висше техническо училище Франц Йосиф в Бърно (на чешки: C. k. česká technická vysoká škola Františka Josefa v Brně).
В началото си училището се помещава в помещения на улица „Августинска“, и има 4 професори и 47 студента, които имат възможност да учат само една дисциплина – строителство. В началото на следващата, 1900 г., започва обучение по машиностроене, последвано от специалностите културно инженерство (съвременната ландшафтна архитектура), електроинженерство, химическо инженерство и, след Първата световна война – архитектура. През 1911 г. училището се премества в новопостроена луксозна сграда в района Вевержи, която все още се използва от строителния факултет. В периода между двете световни войни се обединява с Немското висше техническо училище в града и се преименува на Висше техническо училище в Бърно (на чешки: Vysokou školu technickou v Brně). За кратко време то използва името Висше техническо училище „д-р Едуард Бенеш“.
В началото на Втората световна война чешкоезичното техническо училище е затворено, както и други чешки университети. Въпреки това, някои дейности, които окупационното управление признава за имащи съществено значение за икономиката на империята, остават да функционират. По време на войната в Бърно остават да работят германските учебни дейности. На 18 октомври 1945 г. те са отменени с указ на президента на републиката номер 123/1945 Sb в Прага и Бърно. След края на войната дейността на училището е възстановена под старото име Висше техническо училище „д-р Едуард Бенеш“. Работата на училището е преустановена през 1951 г., като някои дейности са прехвърлени към новооснованата Военна техническа академия.
Остават само факултетите от гражданското обучение – строителният факултет и факултетът по архитектура, и двата обединени под името Висше строително училище. През 1956 г. дейността на университета започна постепенно да се възстановява под днешното име Технически университет в Бърно. Приблизителната основа на съвременната структура е създадена през 1961 г.

## Факултети
Техническият университет в Бърно се състои от следните осем факултета:
- Факултет по архитектура – един от най-старите факултети на VUT в Бърно, основан през 1919 г. По време на съществуването си е обединен със строителния факултет. Осигурява обучение в областта на архитектурата и градския дизайн на почти осемстотин студенти.
- Химически факултет – От 1992 г. химическият факултет продължава традицията на висшето химическо образование в Бърно, започната със създаването химически факултет към Чешкото висше техническо училище през ноември 1911 г., прекъснато през 1951 г. от преминаването на техническия университет към Военната техническа академия.
- Факултет по електротехника и комуникационни технологии
- Факултет по информационни технологии
- Бизнес факултет
- Строителен факултет
- Факултет по машиностроене
- Факултет за изящни изкуства

## Център за спортни дейности
Университетът има център за спартни дейности (CESA), който е открит за всички. Състои се общо от 5 спортни бази – два спортни ареала, водна база и два фитнес центъра.

## Централноевропейски технологичен институт
CEITEC (акроним на Central European Institute of Technology, Централноевропейски технологичен институт) е проект, насочен към изграждането на европейски център за научни постижения в областта на природата и съвременните материали и технологии. Проектът е подготвен от група от бърненски университети, включително VUT и изследователски институции, и се поддържа от Южноморавския край и град Бърно.

## Галерия
- Факултетът по архитектура
- Химически факултет
- Факултет по електротехника и комуникационни технологии
- Факултет по информационни технологии
- Сградата на Бизнес факултета
- Строителният факултет на ул. „Вевержи“
- Факултет по машиностроене
- Факултет за изящни изкуства
- CESA